# Umbellisyllis fasciata
Umbellisyllis fasciata är en ringmaskart som beskrevs av Michael Sars 1869. I den svenska databasen Dyntaxa används istället namnet Odontosyllis fasciata. Enligt Catalogue of Life ingår Umbellisyllis fasciata i släktet Umbellisyllis och familjen Syllidae, men enligt Dyntaxa är tillhörigheten istället släktet Odontosyllis och familjen Syllidae. Arten har ej påträffats i Sverige. Inga underarter finns listade i Catalogue of Life.